# 青葉家のテーブル
『青葉家のテーブル』は、2021年6月18日に公開された日本映画。監督は松本壮史、主演は西田尚美。2018年4月から北欧、暮らしの道具店で配信された同名Webドラマの映画版。

## キャスト
青葉春子
演 - 西田尚美
国枝知世
演 - 市川実和子
春子の20年来の友人だが、何かしらの過去を抱えている。
国枝優子
演 - 栗林藍希
知世の娘。予備校の夏期講習を受けるため、母とともに青葉家に居候する。
青葉リク
演 - 寄川歌太
春子の息子。
ソラオ
演 - 忍成修吾
小説家。めいこの彼氏。
めいこ
演 - 久保陽香
春子の飲み友達。
与田あかね
演 - 上原実矩
優子と同じ予備校に通う女性。
瀬尾雄大
演 - 細田佳央太
優子と同じ予備校に通う男性。
中田まどか
演 - 鎌田らい樹
リクの同級生。
大工原ヒロ
演 - 大友一生
リクの同級生。
大島
演 - 芦川誠
美大予備校の講師。
紺介
演 - 中野周平（蛙亭）
知世が営む「満福」の従業員。
大工原史郎
演 - 片桐仁
ヒロの父。住職。

## スタッフ
- 監督：松本壮史[4]
- 脚本：松本壮史、遠藤泰己[4]
- 撮影：後藤武浩
- 照明：石塚真也
- 録音：尾居土祐大
- 美術：加藤小雪
- 衣装：下山さつき
- ヘアメイク：タケダナオコ
- フードスタイリスト：冷水希三子
- 編集：平井健一
- カラリスト：根本恒
- 助監督：吉田亮
- メインビジュアル：後藤武浩
- スチール：高木美佑
- キャスティング：渡邉直哉
- 音楽プロデューサー：剣持学人
- 劇中歌：トクマルシューゴ
- エグゼクティブプロデューサー：佐藤友子[4]
- プロデューサー：杉山弘樹[4]
- アソシエイトプロデューサー：山本純嗣
- ラインプロデューサー：萩原里枝
- 配給：エレファントハウス[4]
- 制作プロデュース：THINKR[4]
- 制作プロダクション：ギークピクチュアズ[4]
- 企画・製作：北欧、暮らしの道具店[4]